# Nathaniel Courthope
Nathaniel Courthope (1585-20 octobre 1620) est un navigateur anglais, négociant en épices.

## Biographie
Officiant pour la Compagnie britannique des Indes orientales dès 1609, il est chargé d'occuper l'île de Pulau Run contre la Compagnie néerlandaise des Indes orientales.
Il meurt après avoir reçu une balle en tentant de fuir à la nage après l'attaque de son navire.